# Goofy's Fun House
Goofy's Fun House est un jeu vidéo d'action sorti en 2001 sur PlayStation. Le jeu a été développé par The Code Monkeys et édité par NewKidCo/Disney Interactive. Il met en scène le personnage de Dingo.

## Système de jeu
Dingo doit retrouver son chemin au travers de 20 environnements différents qui représente sa maison. Le jeu comprend des puzzles, des défis qui permettent de débloquer d'autres personnages de Disney. Ces mini-jeux reprennent les thèmes abordés dans la série des Comment faire... comme la pêche, le golf, le ski ou la plongée.